# Villa Nougués
Villa Nougués é uma cidade da Argentina, localizada na província de Tucumã.